# コエロロフォドン科
コエロロフォドン科（コエロロフォドンか、学名：Choerolophodontidae）は、長鼻目のうち広義のゴンフォテリウム類に属する哺乳類の科。近縁な分類群にアメベロドン科とゴンフォテリウム科がいるが、広義のゴンフォテリウム類の中では最も基盤的な分類群である。

## 分類
長鼻目のゾウ亜目は4つの分類群に大別可能であり、マムート科・ステゴドン科・ゾウ科と広義のゴンフォテリウム類がある。この広義のゴンフォテリウム類は、猪豚亜目のものに類似する典型的な丘状歯をなす発達した臼歯を持ち、丘状の咬頭に補助的な小咬頭が備わり、摩耗した際にシロツメクサに類似した三叉の模様をなすことが多いことが特徴とされる。かつてはこれに基づいて1つの科としてゴンフォテリウム科が扱われていた。その後の分岐学的研究では、コエロロフォドン科とアメベロドン科の2科がゴンフォテリウム科から独立した科として扱われている。

## 種と時空間分布

### アフリカでの出現
2005年時点で記載されているコエロロフォドン科の属はアフロコエロドンとコエロロフォドンの2属である。Pickford, 2001はケニアから産出したゾウの化石と、それ以前にケニアのマボコ島から産出した Choerolophodon kisumuensis のホロタイプ標本に注目し、臼歯の結節が発達しないことや牙にエナメル質が存在することから、ユーラシアのコエロロフォドン属から区別した基盤的な新属アフロコエロドン属を設立した。Pickford, 2001はアフロコエロドンの記載に伴って既知のコエロロフォドン属の種の整理を行い、ケニア産の C. ngorora とリビア産の C. zaltaniensis ならびにギリシャのヒオス島産の C. chioticus をアフロコエロドン属に再分類した。なお、ケニアのナカリから産出した後期中新世のゾウはコエロロフォドン属に分類され、またエチオピアから産出したコエロロフォドン属未定種はコエロロフォドン科から除外された。ただし、Tassy et al., 2013は A. kisumuensis と A. ngorora と A. chioticusの3種をコエロロフォドン属に置き、Pickford, 2001の分類を否定している。パキスタンから産出した C. palaeindicus はSanders and Miller, 2002でアフロコエロドン属に再分類されたが、Tassy et al., 2013はこれも否定し、コエロロフォドン属として扱っている。
コエロロフォドン属の C. pygmaeus はアルジェリア・ケニア・南アフリカ共和国の合計3か国4地点から化石が産出している。このうち南アフリカ共和国の歯化石はゴンフォテリウム類のものとされていたが、Pickford, 2005で C. pygmaeus に再分類されている。当該種は1750万年前から1300万年前まで化石記録が存在している。絶滅の原因として水陸両生の大型哺乳類であるカバとの種間競争が考えられているが、逆に彼らの絶滅によってカバが水際に進出する生態的地位の余白が生じたとも考えることが可能であり、推測の域を出ない。なお、Tassy et al., 2013は C. pygmaeus を疑問名として扱っている。

### ユーラシアと北米への進出
コエロロフォドン属は中新世前期にはユーラシア大陸へ進出しており、パキスタンでは1700万年前から1600万年前ごろの化石が産出している。その後コエロロフォドン属は約1,000万年に亘ってユーラシア大陸に生息しており、ヨーロッパでは約700万年前の化石が、パキスタンでは680万年前から650万年前ごろの化石が最も新しい時代のものとされている。また、イランでもこれらと並んで最近の化石が報告されている。確実にコエロロフォドン科と判断できる化石で鮮新統から産出したものは確認されていない。なおユーラシア大陸での化石記録は東ヨーロッパ・西アジア・南アジアの中部～上部中新統での産出が主であるが、2011年には中国の甘粛省和政県の上部中新統からも報告され、中国国内で初のコエロロフォドン属化石となった。
またコエロロフォドン科は北アメリカ大陸に進出した可能性がある。Li et al., 2019は中国から産出したゾウの新標本と北アメリカから産出したゴンフォテリウム科のグナタベロドンの標本を比較し、新標本がコエロロフォドン属およびグナタベロドン属と類似することを指摘した。またLi et al., 2019は上顎の牙が上側に湾曲していてエナメル質のバンドが存在しないこと、下顎の長い溝状の癒合部が牙を欠くことを根拠とし、グナタベロドンとコエロロフォドン科の近縁性を示唆した。Li et al., 2019はグナタベロドンがコエロロフォドン科に属する可能性を指摘し、約1600万年前から約1100万年前ごろにコエロロフォドン科が東アジアからベーリング陸橋を介して北アメリカに進出した可能性があるとした。これはマムート科・アメベロドン科・ゴンフォテリウム科と同時期の分布拡大となる。